# Ceropegia rollae
Ceropegia rollae ist eine Pflanzenart aus der Unterfamilie der Seidenpflanzengewächse (Asclepiadoideae).

## Merkmale

### Vegetative Merkmale
Ceropegia  ist eine aufrecht wachsende, krautige Pflanze mit einer Wurzelknolle. Die Triebe werden 30 bis 100 cm hoch und verzweigen sich nicht. Sie sind fleischig und besetzt mit kurzen, kugeligen Haaren. Die Blätter sind gegenständig, gelegentlich entspringen auch drei Blätter aus einem Knoten. Die Blattstiele sind bis zu 1,5 cm lang. Die Blattspreite ist breit-eiförmig, und 2,5 bis 6,0 cm lang und 2,0 bis 4,0 cm breit. Die Blattspreiten sind an der Unterseite kahl, an den Rändern und der Oberseite besetzt mit kugeligen, borstigen Haaren. Die Basis ist gerundet, der Apex gespitzt oder kurz zugespitzt.

### Blütenstand und Blüten
Die Blüten sind in annähernd doldenförmigen, aufrechten Blütenständen angeordnet. Die Blütenstände entspringen den Blattachseln oder sind meist entständig. Die Blütenstandsstiele sind 1 bis 2 cm lang und borstig behaart. Die Kelchblätter sind linealisch-lanzeolat, 3 bis 5 mm lang und nur spärlich behaart. Die Blüten sitzen auf einem 0,4 bis 1 cm langen, im Querschnitt runden Blütenstiel, der ebenfalls borstig behaart ist. Die zwittrigen Blüten sind zygomorph und fünfzählig mit doppelter Blütenhülle. Sie sind im unteren Teil zu einer Blütenröhre verwachsen. Die weißliche Blütenkrone ist 2,3 bis 2,5 cm lang, fast gerade bis wenig gebogen. Davon entfällt auf die Blütenröhre etwa drei Viertel der Länge. Der Querschnitt an der schmalsten Stelle beträgt 3 bis 4 mm. Der aufgeblähte Teil an der Basis (Kronkessel) ist wenig ausgeprägt und 5 bis 8 mm lang, und 4 bis 6 mm im Querschnitt. Er geht graduell in die eigentlich Blütenröhre über. Der Kronkessel ist innen weitgehend kahl, lediglich der Boden ist mit durchscheinenden flaumigen Härchen versehen. Die Blütenkrone kann im unteren Teil purpurfarbene Längsstreifen aufweisen. Die Kronblattzipfel sind länglich-linealisch, 0,8 bis 1,3 cm lang, 0,25 cm breit und kahl. Sie sind jeweils an der Spitze verwachsen und bilden einen eiförmige oder annähernd kugelige, käfigartigen Kopf. Die Nebenkrone ist kurz gestielt und basal schalenförmig verwachsen. Die interstaminalen (äußeren) behaarten Zipfel sind ganzrandig oder zweispitzig. Die Zipfel der inneren (staminalen) Nebenkrone sind bis zu 3 mm lang, aufrecht linealisch mit leicht zurück gebogen.
Das Pollinarium misst etwa 350 μm in der Länge und knapp 300 μm in der Breite. Das Corpusculum (Pollenträger) misst bis zu 179 μm in der Länge. Der Kopf misst 59 bis 72 μm in der Länge und 86 bis 90 μm in der Breite, der Apex ist gerundet. Die länglich-lanzeolaten Pollinia (Pollenmassen) sind bis zu 293 μm lang und messen bis zu 124 μm in der Breite. Die Translatorarme sind bis zu 79 μm lang, und 24 μm im Durchmesser.

### Früchte und Samen
Die schlank-spindelförmigen Balgfrüchte sind paarig angeordnet und stehen aufrecht. Sie messen 4,5 bis 6,0 cm in der Länge und 0,2 bis 0,3 cm im Querschnitt. Die Samen sind eiförmig mit einem Haarschopf.

## Ähnliche Arten
Ceropegia rollae ist nahe verwandt mit Ceropegia karulensis und Ceropegia sahyadrica. Alle drei Arten haben eine weiße Blütenkrone, eine untertassenförmige äußere Nebenkrone und linealische Zipfel der inneren Nebenkrone. Die Blütenkrone ist innen im unteren Teil purpurfarben gefärbt und außerdem ist der Boden flaumig behaart. Ceropegia rollae unterscheidet sich aber von Ceropegia sahyadrica durch die doldenähnlichen, annähernd terminalen Blütenständen (lateral bei Ceropegia shaydrica), die kürzere Blütenkrone und die Blütenfarbe besonders im Innern der Blütenkrone. Der Kronkessel ist außerdem nicht so stark aufgebläht und länglich-linealischen Kronblattzipfeln.
Ceropegia rollae unterscheidet sich von Ceropegia karulenis durch die breit-eiförmigen Blätter, der weniger stark aufgeblähten Kronkessel und den länglich-linealischen Zipfeln der inneren Nebenkrone.

## Gefährdung
Die Art ist aufgrund der stark fragmentierten Populationen stark gefährdet und benötigt sofortigen Schutz.

## Geographische Verbreitung und Ökologie
Die Art kommt nur in einem kleinen Areal im Ahmednagar-Distrikt (Harishchandragadh) und Pune-Distrikt (Dhak Killa, Durga Killa nahe Durga wadi, Malshej Ghat) des indischen Bundesstaates Maharashtra. Sie wächst dort im Spalten in großen basaltischen Blöcken auf exponierten Hügelkuppen in 1200 bis 1350 m über Meereshöhe.

## Taxonomie
Ceropegia rollae wurde 1969 durch Kuppola Hemadri erstmals beschrieben. In der weiteren Folge wurde die Art meist als Synonym von Ceropegia lawii angesehen. In den neueren Arbeiten wird Ceropegia rollae nun stets als eigenständige Art geführt (z. B. von Punekar et al. Systematics and Molecular Phylogenetic Analysis of Erect Species of Ceropegia ...). Nach letzteren Autoren soll Ceropegia lawii nahe verwandt mit Ceropegia panchganiensis und Ceropegia mahastrensis sein.
Das Typmaterial von Ceropegia rollae wurde bei Dhak Khilla, ungefähr 27 km westlich von Junnar, Pune-Distrikt (früher Poona-Distrikt), Maharashtra gesammelt. Der Holotyp wird unter der Nummer K. Hemadri 107472 A im Central National Herbarium, Haora, Westbengalen (CAL) aufbewahrt, ebenso die Paratypen K. Hemadri 107547 C und 1077547 D und der Isotyp 107472 F. Die Paratypen stammen von Durga Khilla, ungefähr 30 km westlich von Junnar, Pune-Distrikt. Isotypen von ersterer Lokalität werden auch im Herbarium des Botanical Survey of India (BSI)(K. Hemadri 107472 B-C), im Herbarium der Royal Botanic Gardens in Kew (K. Hemadri 107472 D) und im Herbarium des Naturalis Biodiversity Center in Leiden (K. Hemadri 107472 E) deponiert.